# Jess Hahn
Jess Hahn, nome completo Jesse Beryle Hahn (Terre Haute, 29 ottobre 1921 – Saint-Malo, 29 giugno 1998), è stato un attore statunitense.

## Biografia
Jesse Hahn è stato un attore statunitense naturalizzato francese, molto attivo nel cinema europeo e in particolare in quello francese. Lavorò anche in Italia, diretto da registi quali Duccio Tessari e Michele Lupo.

## Filmografia parziale
- Gli anni che non ritornano (La Meilleure part), regia di Yves Allégret (1955)
- La castellana del Libano (La Châtelaine du Liban), regia di Richard Pottier (1956)
- Destinazione Parigi (The Happy Road), regia di Gene Kelly (1957)
- Azione immediata (Action immédiate), regia di Maurice Labro (1957)
- Godot (Quand la femme s'en mêle), regia di Yves Allégret (1957)
- L'inferno di Pigalle (Le Désert de Pigalle), regia di Léo Joannon (1958)
- Il segno del leone (Le signe du lion), regia di Éric Rohmer (1959)
- Femmina (La Femme et le Pantin), regia di Julien Duvivier (1959)
- Il processo (Le Procès), regia di Orson Welles (1962)
- Cartouche, regia di Philippe de Broca (1962)
- Topkapi, regia di Jules Dassin (1964)
- L'uomo di Hong Kong (Les Tribulations d'un chinois en Chine), regia di Philippe de Broca (1965)
- Una vampata di violenza (Les Grandes Gueules), regia di Robert Enrico (1966)
- New York chiama Superdrago, regia di Giorgio Ferroni (1966)
- Ciao Pussycat (What's New Pussycat), regia di Clive Donner (1966)
- Agli ordini del Führer e al servizio di Sua Maestà (Triple Cross), regia di Terence Young (1967)
- La feldmarescialla, regia di Steno (1967)
- Troppo per vivere... poco per morire, regia di Michele Lupo (1967)
- Rapporto Fuller, base Stoccolma, regia di Sergio Grieco (1968)
- Afyon - Oppio, regia di Ferdinando Baldi (1972)
- Il grande duello, regia di Giancarlo Santi (1972)
- L'isola misteriosa e il capitano Nemo (La isla misteriosa), regia di Juan Antonio Bardem (1972)
- Uomini duri, regia di Duccio Tessari (1974)

## Doppiatori italiani
- Renato Turi in New York chiama Superdrago, Troppo per vivere... poco per morire
- Glauco Onorato in Il processo, Topkapi
- Richard McNamara in Femmina
- Carlo Romano in Cartouche
- Bruno Persa in Rapporto Fuller base Stoccolma
- Luigi Pavese in L'uomo di Hong Kong
- Leonardo Severini in Il grande duello
- Carlo Alighiero in Uomini duri